# Gerard Butler
Gerard James Butler (Paisley, 13 de novembro de 1969) é um ator e produtor escocês conhecido por trabalhos como o rei espartano Leônidas em 300, O Fantasma da Ópera, na versão cinematográfica de 2004 de The Phantom of the Opera e Gerry Kennedy em PS, I Love You.

## Biografia
Filho caçula de Margaret Hanton e Edward Butler, irmão de Lynn e Brian. Sua família é católica irlandesa. Mudou-se para Montreal aos seis meses de idade e passou os primeiros anos de sua vida lá antes de regressar para a Escócia com sua mãe, após o divórcio dos seus pais. Cresceu em Paisley com a mãe,  que voltou a casar-se alguns anos mais tarde. Não teve mais contato com o pai até fazer dezesseis anos. Voltaram então a relacionar-se até Butler ter vinte e dois anos, quando Edward faleceu vitimado pelo câncer. Estudou Direito na Universidade de Glasgow, Escócia, onde desempenhou o papel de Presidente da Sociedade de Direito da Universidade de Glasgow (Glasgow University Law Society) e estagiou dois anos em uma importante firma de advocacia em Edimburgo. Enquanto desempenhou esta função, passou a maior parte do tempo deprimido e a beber. Após ter sido despedido, começou a representar. A partir daí, deixou de beber e não coloca uma gota de álcool na boca há mais de nove anos, como afirmou à Revista Esquire do Reino Unido em uma entrevista realizada em 2009. Enquanto trabalhava como advogado, cantou com uma banda de rock chamada Speed, nunca tendo gravado nenhuma das suas canções. Em junho de 2013 terminou o relacionamento de um ano com a modelo e atriz romena Madalina Ghenea.

## Carreira
Os seus primeiros papéis foram nas peças de teatro Coriolanus e Trainspotting, após os quais conseguiu o seu primeiro papel no cinema no filme Mrs. Brown (1997). Nesse mesmo ano, apareceu em Tomorrow Never Dies, e em seu primeiro grande papel no filme Drácula 2000, onde desempenhou a personagem principal. Contudo, o papel que o lançou para a ribalta foi Átila, o Huno na série de televisão americana Átila, o Huno (2001). Apareceu também na série de televisão inglesa O Júri.
Começou a ter aulas formais de canto antes mesmo de ser escolhido para o papel principal na versão de Joel Schumacher de O Fantasma da Ópera de Andrew Lloyd Webber, em (2004), treinando durante horas por dia desde janeiro de 2003 a janeiro de 2004. Tornou-se bastante amigo da sua companheira de filme, Emmy Rossum, que vê como uma irmã mais nova.

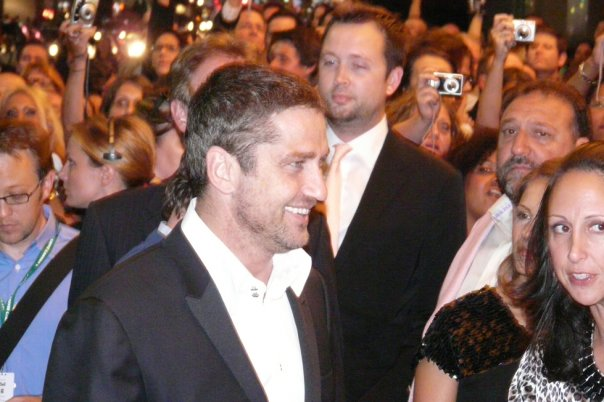
Gerard Butler na premiere de RocknRolla para o Toronto International Film Festival de 2008.

Enquanto filmava Mrs. Brown na Escócia com Judi Dench e Billy Connolly, estava fazendo um picnic com a sua mãe perto do rio Tay quando ouviu gritos de um rapaz que nadava com um amigo que estava em apuros. Butler pulou no rio e salvou o jovem de morrer afogado. Recebeu um "Certificado de Coragem" da Royal Human Society. Ele afirmou que só fez o que qualquer pessoa teria feito.
Fez o papel do rei espartano Leónidas no filme 300, uma adaptação da romance gráfico de Frank Miller, baseada no heroísmo dos 300 guerreiros de elite de Esparta na antiga batalha de Termópilas, na Grécia. As filmagens decorreram entre outubro de 2005 e janeiro de 2006 em Montreal. Para viver o personagem, Gerard Butler se submeteu a oito meses de treinamento físico intenso com dois treinadores e alimentação controlada.
Após 300 Butler pôde ser visto em  Butterfly on a Wheel,  co-estrelando com Pierce Brosnan e Maria Bello. Embora o filme tenha sido rodado em 2006, só estreou em alguns países, como o Brasil, em 2008 e em Portugal em 2009. O filme foi seguido por uma comédia romântica, P.S. I Love You, baseado em um livro de mesmo título. Hilary Swank é a parceira de Butler nesse filme, onde ele novamente canta em alguns momentos.
Em 2008 o ator filmou a comédia romântica The Ugly Truth, com Katherine Heigl, com estreia no ano de 2009, rendendo 27,6 milhões de dólares no primeiro final de semana de exibição nos Estados Unidos. Ainda em 2009 estrelou o Gamer, um thriller de ficção científica.
O ator abriu em sociedade com Alan Siegel a produtora Evil Twins, que produziu no primeiro semestre de 2009 o filme Law Abiding Citizen, que estreou no dia 16 de outubro do mesmo ano. Além da produtora, Butler também é um dos donos do restaurante Shin em Hollywood.
Desde 2011, é membro da Academia de Artes e Ciências Cinematográficas.
Desde 2016 Butler é o embaixador de marca e imagem dos relógios Festina.

## Vida pessoal
Desde outubro de 2011, Butler divide seu tempo entre Los Angeles e Glasgow. No mesmo ano, foi socorrido no Centro Médico da Universidade Stanford após sofrer um acidente enquanto surfava em Mavericks, California enquanto gravava Chasing Mavericks.
Gerard Butler revelou em uma entrevista que não bebe mais álcool.
Em 2022, houve rumores quanto a sexualidade de Butler. Em uma matéria da Men's Health, havia trechos creditados a uma suposta entrevista ao site Movieline (descontinuado em 2014), em que ele teria admitido que teve relações sexuais com outros homens. Contudo, essa entrevista nunca aconteceu, o próprio site Movieline já teria negado a existência dessa entrevista em 2009.

## Filmografia
| Ano  | Título                                           | Título no Brasil                          | Título em Portugal                        | Papel                        | Notas                 |
| ---- | ------------------------------------------------ | ----------------------------------------- | ----------------------------------------- | ---------------------------- | --------------------- |
| 1997 | Mrs. Brown                                       | Sua Majestade, Mrs. Brown                 | Sua Majestade, Mrs. Brown                 | Archie Brown                 |                       |
| 1997 | Tomorrow Never Dies                              | 007 - O Amanhã Nunca Morre                | 007 - O Amanhã Nunca Morre                | Principal marinheiro         |                       |
| 1998 | Tale of the Mummy                                |                                           | O Enigma da Múmia                         | Burke                        |                       |
| 1998 | Fast Food                                        |                                           |                                           | Jacko                        |                       |
| 1998 | Little White Lies                                |                                           |                                           | Peter                        | Filme para TV(RU)     |
| 1998 | The Young Person's Guide to Becoming a Rock Star |                                           |                                           | Marty Claymore               | série de TV (RU)      |
| 1999 | The Cherry Orchard                               |                                           |                                           | Yasha                        |                       |
| 1999 | Please!                                          |                                           |                                           | Peter                        | curta-metragem        |
| 1999 | One More Kiss                                    |                                           |                                           | Sam                          | série de TV (RU)      |
| 1999 | Lucy Sullivan Is Getting Married                 |                                           |                                           | Gus                          | série de TV (RU)      |
| 2000 | Dracula 2000                                     | Drácula 2000                              | Drácula 2000                              | Conde Drácula/Judas Iscariot |                       |
| 2000 | Harrison's Flowers                               | O Resgate de Harrison                     | As Flores de Harrison                     | Chris Kumac                  |                       |
| 2001 | An Unsuitable Job for a Woman                    |                                           |                                           | Tim Bolton                   | série de TV (RU)      |
| 2001 | Attila                                           | Átila - O Huno                            | Átila - O Huno                            | Átila, o Huno                | minissérie de TV      |
| 2001 | Jewel of the Sahara                              |                                           |                                           | Capitão Charles Belamy       | curta-metragem        |
| 2001 | The Jury                                         |                                           |                                           | Johnnie Donne                | minissérie de TV (RU) |
| 2002 | Shooters                                         | Atiradores                                | Atiradores                                | Jackie Junior                |                       |
| 2002 | Reign of Fire                                    | Reino de Fogo                             | Reino de Fogo                             | Creedy                       |                       |
| 2003 | Lara Croft Tomb Raider: The Cradle of Life       | Lara Croft: Tomb Raider: A Origem da Vida | Lara Croft: Tomb Raider - O Berço da Vida | Terry Sheridan               |                       |
| 2003 | Timeline                                         | Linha do Tempo                            | Resgate no Tempo                          | André Marek                  |                       |
| 2004 | The Phantom of the Opera                         | O Fantasma da Ópera                       | O Fantasma da Ópera                       | O fantasma (Erik)            |                       |
| 2004 | Dear Frankie                                     | Querido Frankie                           | Querido Frankie                           | The Stranger                 |                       |
| 2005 | Trailer para um remake de Caligula de Gore Vidal |                                           |                                           | Prefeito Cássio Quérea       | curta-metragem        |
| 2005 | Beowulf & Grendel                                | A Lenda de Grendel                        | Beowulf & Grendel - A Lenda dos Vikings   | Beowulf                      |                       |
| 2005 | The Game of Their Lives                          | Duelo de Campeões                         |                                           | Frank Borghi                 |                       |
| 2006 | Shadow Company                                   |                                           | Sinais do Tempo                           | James Ashcroft (voz)         |                       |
| 2007 | 300                                              | 300                                       | 300                                       | Rei Leônidas                 |                       |
| 2007 | Butterfly on a Wheel                             | Encurralados                              | Atormentados                              | Neil Randall                 |                       |
| 2007 | PS, I Love You                                   | P.S. Eu Te Amo                            | P.S. I Love You                           | Gerry Kennedy                |                       |
| 2008 | Nim's Island                                     | A Ilha da Imaginação                      | A Ilha de Nim                             | Jack Rusoe / Alex Rover      |                       |
| 2008 | RocknRolla                                       | RocknRolla - A Grande Roubada             | RocknRolla - A Quadrilha                  | One Two                      |                       |
| 2009 | Tales of the Black Freighter                     | Contos do Cargueiro Negro                 | Contos do Cargueiro Negro                 | The Captain (voz)            |                       |
| 2009 | The Ugly Truth                                   | A Verdade Nua e Crua                      | ABC da Seducão                            | Mike Chadway                 |                       |
| 2009 | Gamer                                            | Gamer                                     | Jogo                                      | Kable                        |                       |
| 2009 | Law Abiding Citizen                              | Código de Conduta                         | Um Cidadão Exemplar                       | Clyde Shelton                |                       |
| 2010 | The Bounty Hunter                                | Caçador de Recompensas                    | Ex-Mulher Procura-se                      | Milo Boyd                    |                       |
| 2010 | How to train your dragon                         | Como Treinar Seu Dragão                   | Como Treinares o Teu Dragão               | Stoic                        |                       |
| 2011 | Coriolanus                                       | Coriolano                                 | Coriolano                                 | Tulo Aufídio                 |                       |
| 2011 | Machine Gun Preacher                             | Redenção                                  | O Rebelde Salvador                        | Sam Childers                 |                       |
| 2012 | Playing for Keeps                                | Um Bom Partido                            | Fintar o Amor                             | George                       |                       |
| 2013 | Chasing Mavericks                                | Tudo Por Um Sonho                         | Realizar O Impossível                     | Frosty Hesson                |                       |
| 2013 | Olympus Has Fallen                               | Invasão a Casa Branca                     | Assalto à Casa Branca                     | Mike Banning                 |                       |
| 2014 | How to Train Your Dragon 2                       | Como Treinar o Seu Dragão 2               |                                           | Stoic                        |                       |
| 2016 | Deuses do Egito                                  | Deuses do Egito                           | Deuses do Egito                           | Set                          |                       |
| 2016 | London has fallen                                | Invasão a Londres                         | Assalto a Londres                         | Mike Banning                 |                       |
| 2017 | Geostorm                                         | Tempestade: Planeta em Fúria              | Geostorm - Ameaça Global                  | Jake                         |                       |
| 2018 | Den of Thieves                                   | Covil de Ladrões                          | Covil de Ladrões                          | Nicholas                     |                       |
| 2018 | Hunter Killer                                    | Fúria em Alto Mar                         | Fúria em Alto Mar                         | Capitão Joe Glass            |                       |
| 2019 | Angel Has Fallen                                 | Invasão ao Serviço Secreto                | Assalto ao Poder                          | Mike Banning                 |                       |
| 2020 | Greenland                                        | Destruição Final: O Último Refúgio        | Destruição Final: O Último Refúgio        | John Garrity                 |                       |
| 2023 | Plane                                            | Alerta Máximo                             | Missão de Resgate                         | Brodie Torrance              |                       |
| 2025 | Den of Thieves 2: Pantera                        | Covil de Ladrões 2                        | Covil de Ladrões 2 - Pantera              | Nicholas "Big Nick" O'Brien  |                       |

### Teatro
- 1996 - Coriolanus
- 1996 - Trainspotting
- 1998 - Snatch

### Premios e indicações
Em 2005, Butler recebeu a indicação de melhor ator no Satellite Awards na categoria de "Filme Musical" por seu papel como O Fantasma  em O Fantasma da Ópera. Em 2007 sua interpretação de Leônidas, rei de Esparta em 300 foi reconhecida quando lhe foi atribuído o prêmio de "Melhor Ator de Ação" do ano no Taurus Award. Ainda em 2007 recebeu no MTV Movie Awards duas das cinco indicações obtidas por 300, sendo nomeado para a categoria de "Melhor Performance", mas o prêmio ficou com Beyoncé Knowles por Dreamgirls. Butler recebeu o prêmio de "Melhor Luta", por sua luta contra o Gigante. Em 2008, recebeu duas indicações à categoria de "Melhor Ator" , no Empire Awards do Reino Unido e no Saturn Awards dos Estados Unidos.